# Henry Koster
Henry Koster (nascido Herman Kosterlitz, Berlim, 1 de maio de 1905 — Camarillo, Califórnia,  21 de setembro de 1988) foi um diretor de cinema alemão, radicado nos Estados Unidos da América.

## Biografia
Ele começou a trabalhar em cinema na sua terra natal e depois se mudou para Hollywood. O pai de Koster, um vendedor, abandonou a família quando Henry ainda era adolescente. Koster ainda estava estudando quando começou a escrever histórias curtas e a desenhar.
Koster se interessou pelo cinema em 1910, quando seu tio abriu um dos primeiros cinemas de Berlim. Nas exibições dos filmes, a mãe de Koster tocava piano (costume da época do cinema mudo) e deixava o garoto entretido na platéia. Koster entrou para uma companhia cinematográfica e conseguiu se tornar assistente do diretor Curtis Bernhardt. Convidado por Bernhardt, Koster dirigiu dois de três filmes em Berlim para a UFA (era 1931 ou 1932).
Koster abandonou Berlim por conta da onda anti-semita que se instalou em seu país. Ele se dirigiu primeiramente para a França (acolhido por Bernhardt). Depois foi para Budapeste, onde conheceu e se casou com Kato Kiraly em 1934. Em Budapeste, Koster encontrou Joe Pasternak, um representante da Universal na Europa, e dirigiu três filmes para ele.
Em 1936, Koster foi contratado para trabalhar na Universal em Hollywood e viajou para os Estados Unidos, com Pasternak, outros refugiados e sua esposa. Mesmo não falando inglês, ele convenceu o estúdio a deixá-lo dirigir o filme Three Smart Girls. O filme foi um grande êxito. Seu segundo filme, One Hundred Men and a Girl, também foi bem.
Koster realizou numerosos musicais e comédias para a família durante os anos 30 e início dos 40, muitos com Betty Grable. O diretor ficou na Universal até 1941, quando então se transferiu para a MGM e depois para a Fox em 1948. Com a entrada dos EUA na Guerra, Koster foi vítima de desconfianças por ser alemão, encontrando dificuldades para seguir na carreira.
Nessa época Koster descobriu a dupla Abbott & Costello que estava se apresentando em uma boate de Nova Iorque. Ele voltou para Hollywood e convenceu a Universal a contratá-los. Peggy Moran se tornou a segunda esposa de Koster em 1942, a quem ele prometera alguns papéis.
Koster foi indicado ao Oscar por The Bishop's Wife (1947). O cineasta também dirigiu o ator Richard Burton em seu primeiro filme estadunidens (My Cousin Rachel) e continuou com o ator no primeiro filme realizado em CinemaScope, The Robe (br.: O manto sagrado) de 1952.
Na continuidade da carreira, ele realizou alguns dramas de época como Désirée (1954), com Marlon Brando, The Virgin Queen (1955), com Bette Davis e The Naked Maja (1958), com Ava Gardner. Nos anos 60 ele voltaria a realizar comédias familiares e musicais, tais como Flower Drum Song, (1961). Seu último filme foi The Singing Nun, em 1965. Koster se aposentou e foi para Leisure Village, Camarillo, Califórnia, onde se dedicou a pintura. Ele criou uma série de retratos de estrelas de cinema com quem havia trabalhado.
Apesar de Koster nunca ter ganho um Oscar, ele dirigiu seis diferentes atores indicados por performances em seus filmes: Cecil Kellaway, Loretta Young, Celeste Holm, Elsa Lanchester, Josephine Hull, James Stewart e Richard Burton. Hull venceu pelo seu trabalho no filme Harvey (1950).

## Filmografia
- 1932: Das Abenteuer der Thea Roland
- 1933: Das Häßliche Mädchen
- 1934: Kleine Mutti
- 1934: Peter
- 1935: Il Diario di una donna amata
- 1935: Kribbebijter, De
- 1935: A Csúnya lány
- 1935: Marie Bashkirtseff
- 1936: Katharina, die Letzte
- 1936: Three Smart Girls
- 1937: One Hundred Men and a Girl
- 1938: The Rage of Paris
- 1939: Three Smart Girls Grow Up
- 1939: First Love
- 1940: Spring Parade
- 1941: It Started with Eve
- 1942: Between Us Girls
- 1944: Music for Millions
- 1946: Two Sisters from Boston
- 1947: The Unfinished Dance
- 1947: The Bishop's Wife
- 1948: The Luck of the Irish
- 1949: Come to the Stable
- 1949: The Inspector General
- 1950: Wabash Avenue
- 1950: My Blue Heaven
- 1950: Harvey
- 1951: No Highway
- 1951: Mr. Belvedere Rings the Bell
- 1951: Elopement
- 1952: O. Henry's Full House
- 1952: Stars and Stripes Forever
- 1952: My Cousin Rachel
- 1953: The Robe
- 1954: Désirée
- 1955: A Man Called Peter
- 1955: The Virgin Queen
- 1955: Bonjour Miss Dove
- 1956: D-Day the Sixth of June
- 1956: The Power and the Prize
- 1957: My Man Godfrey
- 1958: Fräulein
- 1958: The Naked Maja
- 1960: The Story of Ruth
- 1961: Flower Drum Song
- 1962: Mr. Hobbs takes a vacation
- 1963: Take Her, She's Mine
- 1965: Dear Brigitte
- 1966: The Singing Nun